# Russisch kamp
Het Russisch kamp was van 1942 tot 1965 een kamp bij de Belgisch-Limburgse steenkoolmijn van Eisden waar krijgsgevangenen dwangarbeid verrichtten.

## Achtergrond
Na de capitulatie van het Belgisch leger in 1940 was de productie van steenkool in België voor Nazi-Duitsland belangrijk. Het was de enige natuurlijke brandstof voor de industrie van het Derde Rijk, met uitzondering van de Roemeense olievelden. Nazi-Duitsland produceerde op grote schaal synthetische olie uit steenkool tijdens de Tweede Wereldoorlog: 6,5 miljoen ton in 1944.  Aanvoer van goedkope steenkool uit een nabijgelegen bron was belangrijk. Daarnaast bezat België staalfabrieken en verwerkende industrie. Dit apparaat werd gecontroleerd door Belgische maar vooral Franse holdings.
Toen in augustus 1940 27% van de beroepsbevolking of 500.000 arbeiders werkloos waren, besloten de Belgische beleidsmakers deze groep opnieuw te werk te stellen in eigen land in plaats van ze te zien uitwijken naar Duitsland, aangelokt door hogere lonen en betere voeding. Alexandre Galopin gaf een antwoord op de vraag of België mocht bijdragen aan de Duitse oorlogsinspanning via de Galopindoctrine. Die bepaalde dat niets mocht worden geproduceerd dat rechtstreeks met de oorlog te maken had. Steenkool viel hier dus niet onder.
Dalende productie omwille van een aantal redenen zorgde op 5 december 1941 voor de aankondiging dat Russische krijgsgevangenen (Oekraïners) de kompels zouden komen versterken.

## Russen in Limburg
Gezien men de zogenaamde Russen ideologisch als onbetrouwbaar bestempelde, besloot men logementen voor hen te reserveren. De Oude Burelen van de Eisdense mijn leek een geschikte locatie. Onmiddellijk kwam er grote weerstand vanwege de mijndirectie en de clerus die wars waren van syndicalisme en socialisme. Het project ging voor een tijd in de koelkast tot in april 1942, toen de Duitse bezetter sprak over mijnwerkers uit bezette gebieden. Oekraïners werden bereid gevonden om te werken voor Duitsland. Zij haatten de Russen meer dan ze de nazi's haatten als gevolg van Stalins zuiveringen, de acties tegen de Koelakken en de holodomor.
In juli 1942 kondigde men voor Eisden de aankomst aan van 289 "Russen" aan, naast honderden anderen voor de andere kampen in Limburg. Ze waren afkomstig uit de veroverde gebieden uit het oosten zoals Polen en grote delen van de Sovjet-Unie. Deze mensen werden zowel Fremdarbeiter of russische Bergarbeiter genoemd terwijl men in Eisden sprak over Ukraniërs. De spraakverwarring was het gevolg van de onduidelijke grenzen tussen Polen, Oekraïne en Rusland die al jarenlang waren omstreden. De meerderheid, 60%, waren landbouwers; amper twee % waren mijnwerkers en meer dan de helft jonger dan twintig jaar.

## Bouw van het kamp
De mijndirectie besloot een twintigtal houten barakken te bouwen op een terrein langs de Zuid-Willemsvaart, omheind met een twee meter hoge prikkeldraadafrastering. Het bevond zich langs de weg die van de mijn naar de rijksweg As-Lanklaar liep en de brug over het kanaal daar. Administratief behoorde het terrein tot de toenmalige gemeente Lanklaar. Deze locatie werd tot 2008 ingenomen door de Bekaert Steelcord fabriek. Iedere barak moest 100 arbeiders huisvesten. Ook in andere mijnzetels in Limburg verrezen dergelijke gebouwen. 
Men bouwde een waszaal en een eetzaal en iedere arbeider kon beschikken over een persoonlijk kastje met slot. Ook aan ontspanning werd gedacht. 

## Krijgsgevangenen in Eisden
Vanaf september 1942 verving men de Fremdarbeiter in Eisden door Russische krijgsgevangenen. De Oekraïners kwamen in een kamp in Waterschei terecht waar ze een humaner behandeling kregen. De nazi's kwamen tot het besef dat men de 500.000 Russische krijgsgevangenen die men tussen november 1941 en januari 1942 van honger had laten sterven, beter als arbeidskracht hadden kunnen inzetten. Bedrijfsartsen van de mijnen van Beringen en Houthalen selecteerden in Leipzig 2.500 geschikte mannen uit een groep van 6.000. De geselecteerden werden verdeeld over Eisden, Beringen en Zwartberg en in oktober 1942 werd het contingent in Eisden aangevuld met nog eens 500 Russen. 
De kampen werden gereinigd en van nieuwe strozakken voorzien. De bewaking kwam in handen van wachteenheden van de Wehrmacht; de organisatie en beheer viel onder de respectievelijke mijndirecties. In Eisden bewaakten tussen 80 en 100 Duitse soldaten het kamp. Belgen en Russen waren in het kamp actief: Russen als schoenlappers, kappers, verplegers, keukenhelpers en dergelijke. Ze haalden brood op in de mijnbakkerij in de Eisdense tuinwijk en melk aan de tramhalte van de mijn. Het Duitse advies om ook voor ontspanning te zorgen leidde tot de aanschaf van een radio waardoor de Russen Radio Moskou konden beluisteren. 
De overgrote meerderheid van de krijgsgevangenen had geen ervaring met mijnbouw. Gezien er geen specifiek opleidingscentrum voor mijnwerkers bestond, verplichtten de Duitsers de mijndirecties om mijnscholen op te richten.  

### Gezondheidstoestoestand in het kamp
De gezondheidszorg was vaak oorzaak van conflict tussen de Duitse overheid en de mijnen en hun bedrijfsartsen. De mijndirecties waren verantwoordelijk voor de voeding van hun arbeiders, terwijl de Duitsers de rantsoenen samenstelden. Ziektes die leidden tot arbeidsongeschiktheid werden meestal veroorzaakt door ondervoeding. Tijdelijke ongeschiktheid werd vaker voorgeschreven door de geneesheren Albert Dexters en Faleys die op die manier de arbeiders in bescherming namen. Dat leidde op 1 maart 1943 tot beroepsverbod in het kamp voor dokter Dexters. 
Toch was het kampleven niet onmenselijk of ellendig, zeker al niet in vergelijking met de toestand in Duitse kampen. Tussen 1 oktober 1942 en 24 februari 1945 noteerde men tachtig doden bij de duizenden Russen die werkten in Limburg. De cijfers zijn wel onvolledig vermits niet alle ongevallen, zelfmoorden en gedoden tijdens vluchtpogingen niet met zekerheid de statistieken haalden. Begrafenissen gebeurden waardig onder leiding van een pope, waarbij Russische krijgsgevangen hun overleden makker naar het kerkhof mochten begeleiden. Een honderdtal Russen liggen uiteindelijk begraven in Limburg, verspreid over verschillende kerkhoven. 

### Op de vlucht
Krijgsgevangenen die een vluchtpoging waagden kregen steun, zowel binnen het kamp als erbuiten. Dokter Dexters was hierbij actief en werd nooit ontmaskerd als lid van het verzet. Er weren mensen die onderdak boden aan vluchters en ontsnappingsroutes organiseerden. Ingenieur Lucien Schalenborgh werd opgepakt en overleed in het kamp van Halle an der Saale. Martelsessies van vluchters die werden opgepakt leidden soms tot het oprollen van een gans netwerk, die voor Belgische medewerkers een gevangenisstraf van drie jaar opleverde. Later in de oorlog werden ze veroordeeld tot de doodstraf. Ontsnapte Russen voegden zich soms bij het gewapend verzet.

## Ontruiming
Op 1 september 1944, vlak voor de bevrijding van België begonnen de Duitsers haastig het kamp te ontruimen. Krijgsgevangen moesten in de vroege ochtenduren goederen naar een aangemeerd binnenschip op de Zuid-Willemsvaart brengen. Dat zorgde ervoor dat krijgsgevangen voor de avondshift werden verwittigd die zich met behulp van vrije mijnwerkers in de ondergrond verstopten. Achteraf vonden ze onderkomen in de Eisdense tuinwijk en wachtten daar de bevrijding af.
Op 3 september werden de kampbewoners in colonnes, begeleid door Duitse bewakers, afgevoerd via Lanklaar, Stokkem en zo naar het veer te Meeswijk. Via Sittard bereikten ze de Duitse grens die enkele kilometer verder ligt. 

## Na de oorlog
In maart 1945 sloten Belgische en Russische autoriteiten een akkoord om de repatriëring van Russen te vergemakkelijken. Aan de andere kant hadden Russen zich al aangeboden aan de mijnpoorten om verder in België te werken. Gezien het nijpend tekort aan mijnwerkers vonden ze steun bij Belgische overheden en de mijndirecties. Toen de Russische overheid meer informatie vroeg over hun landgenoten in België kregen ze alleen gegevens over overleden Russen.  
De Russische krijgsgevangen die hun thuisland haalden werden opnieuw geconfronteerd met het totalitaire regime onder Stalin die stelde dat iedere Rus die de oorlog in krijgsgevangenschap had overleefd een collaborateur van de Duitsers was. Anderen, die konden bewijzen dat ze actief waren bewezen in de Belgische verzetsbeweging werden beschuldigd van collaboratie met de Amerikanen.
Dat de Eisdense mijn directie moeite had met haar houding tijdens de oorlog bewees ze door haar archief achter een valse wand te verstoppen op zolder van de directieburelen. Toen men in 1968 voor het eerst sprak over de mijnsluiting koos men voor een radicale oplossing en ging het volledige archief in de oven van de elektriciteitscentrale.

## Nieuwe bezetters van het kamp
Al tijdens de laatste oorlogsdagen werden in het kamp collaborateurs opgesloten. Hun aantal groeide nog fors aan toen de Amerikanen de kazerne in Tongeren opeisten. Ongeveer 1600 van hen kwamen in Eisden terecht.